# Tradiții de Crăciun

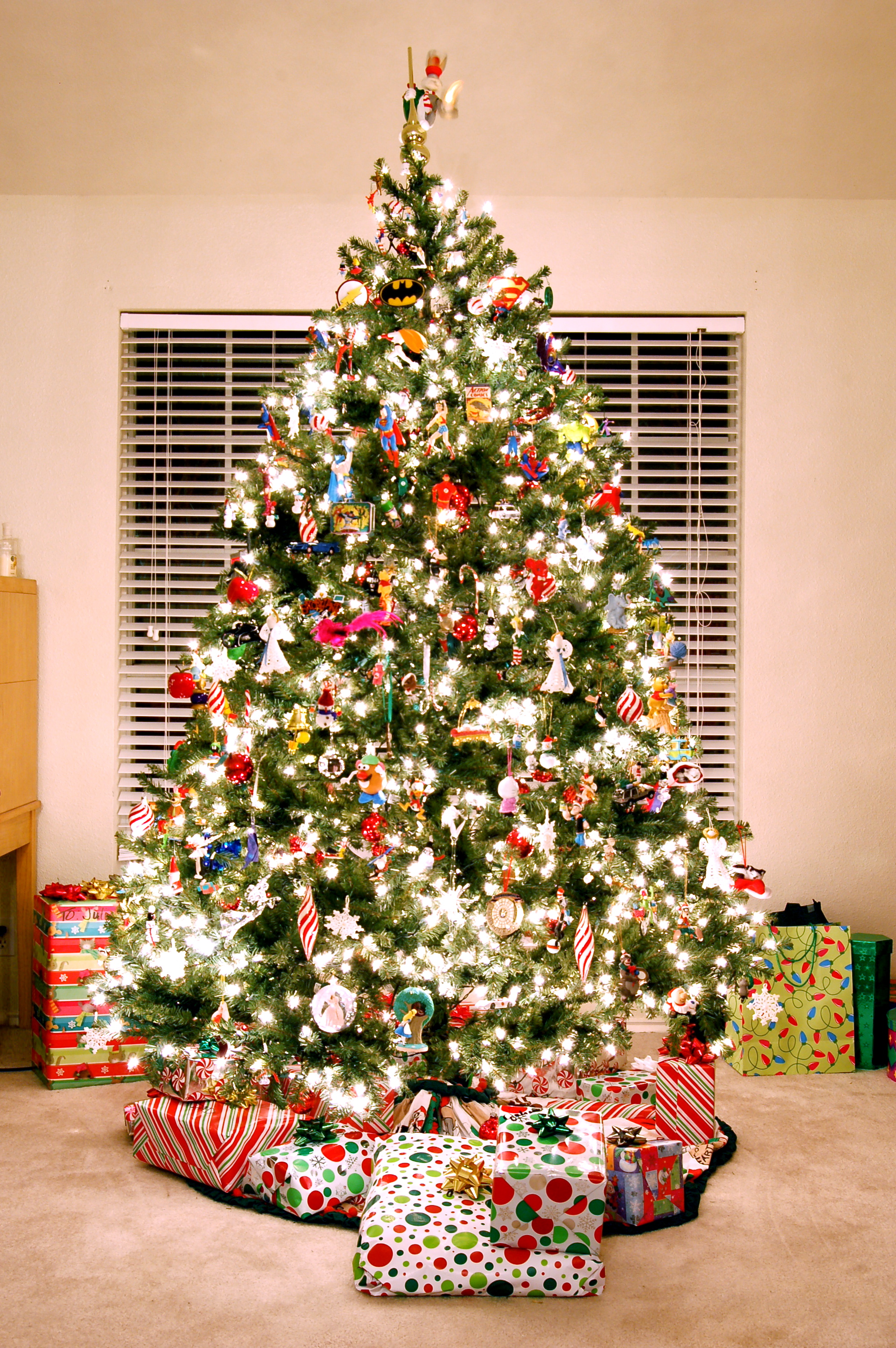
Pom de Crăciun

Tradițiile de Crăciun variază de la țară la țară. Elemente comune multor popoare includ instalarea și iluminarea brazilor de Crăciun, agățarea de coronițe de flori, șosete de Crăciun, bastoanașe din bomboane și crearea unor scene cu Nașterea Domnului care descriu nașterea lui Iisus Hristos. Colinde pot fi cântate și pot fi spuse diferite povești despre personaje reprezentative, cum ar fi Copilul Iisus, Sfântul Nicolae, Moș Crăciun, Moș Gerilă, Christkindl, etc. Tradițiile de Crăciun mai includ trimiterea unor felicitări de Crăciun, schimbul de urări de Crăciun, respectarea postului și/sau ritualurile religioase speciale, cum ar fi o masă la miezul nopții sau Vecernia în Ajunul Crăciunului, dăruirea unor cadouri, etc. Împreună cu Paștele, Crăciunul este unul dintre cele mai importante perioade din calendarul creștin și este adesea strâns legat de alte sărbători din această perioadă a anului, cum ar fi Advent, sărbătoarea Neprihănitei Zămisliri, Ziua Sfântului Nicolae, Ziua Sfântului Ștefan, Anul Nou, și sărbătoarea Epifaniei (Boboteaza).

## Africa

Harta țărilor în care Crăciunul nu este o sărbătoare legală oficială, fie pe data de 24/25 decembrie sau pe 6/7 ianuarie

### Africa de Sud
Crăciunul în Africa de Sud este o sărbătoare legală sărbătorită pe 25 decembrie. Multe tradiții europene sunt menținute în ciuda distanței față de Europa.
Pomi de Crăciun sunt împodobiți în casele oamenilor și copiii primesc cadouri în șosetele lor. Pomi tradiționali de Crăciun fir sunt populari și copii lasă un ciorap afară pentru Moș Crăciun în Ajunul Crăciunului.  
Masa de Crăciun conține plăcinte cu carne, curcan, friptură de vită sau un grătar în aer liber. La final se consumă budincă de Crăciun. Christmas Crackers sunt folosiți pentru a face zgomot. 
În ciuda faptul că sărbătoarea Crăciunului  are loc în mijlocul verii în emisfera sudică, motive comune  de iarnă din emisfera nordică sunt foarte populare.

### Etiopia și Eritrea
Ziua de Crăciun este o sărbătoare publică în Etiopia și Eritreea, fiind sărbătorită la 7 ianuarie sau pe 27 Tahsas în calendarul etiopian. Crăciunul se numește Ledet în Eritreea sau Gena în Etiopia.  Mulți creștini din cele două țări țin post timp de 40 de zile (se numește postul profeților). Aceștia se duc apoi la biserică în zorii dimineții de Crăciun. În ziua de Crăciun se țin sărbători colorate și muzicale care implică participarea preoților îmbrăcați în cele mai bune hainele rituale ale lor, se organizează dansuri, se bat tobele și se cântă la alte instrumente. Dis de dimineață în zori toată lumea se îmbracă în alb și merge la biserica din apropiere. După-amiaza târziu începe jocul tradițional de Gena, un fel de hochei. Potrivit unei legende etiopiene, acesta este jocul care a fost jucat de păstorii care își pășteau în apropiere turmele în noaptea în care Iisus a fost născut. Jocul este asistat de liderul comunității. Un premiu este oferit câștigătorului jocului Gena. Cei mai mulți etiopieni poartă pe parcursul sărbătorilor un Shamma tradițional, o folie de bumbac subțire de culoare albă cu dungi viu colorate. Sărbătoarea Crăciunului este urmată de festivalul de trei zile Timkat care începe la 19 ianuarie și de sărbătoarea botezului lui Iisus Hristos.

### Nigeria
Ziua de Crăciun este o sărbătoare publică în Nigeria care întotdeauna este marcată de golirea orașelor deoarece locuitorii se reîntorc în satele lor ancestrale pentru a fi împreună cu familia și ca să-i binecuvânteze pe cei mai puțin norocoși.  În timp ce orașele se golesc, oamenii blochează piețele din Africa de Vest pentru a cumpăra și transport pui vii, capre și vaci care vor fi necesare pentru mesele de Crăciun.
În ajunul Crăciunului, mâncăruri tradiționale sunt preparate în conformitate cu tradițiile fiecărei regiuni. În loc de dulciuri și prăjituri, majoritatea nigerienilor au tendința de a pregăti diverse tipuri de preparate din carne în cantități mari. În sud, un fel de mâncare de orez denumit  Jollof sau Benachin  este servit cu diferite tipuri de  tocănițe din carne, împreună cu fasole fiartă și banane prăjite; în partea de nord, orez și tocană, precum Tuwon Shinkafa, o budincă de orez servită cu diverse tocănițe din carne, este de preferat. O alternativă în ambele regiuni (dar mai des întâlnită în partea de sud) este o supă de ardei cu pește, capră sau carne de vită care poate fi servită și cu Fufu (un produs alb din ignamă pisată). Odată cu aceste alimente se consumă și o serie de băuturi alcoolice, cum ar fi tradiționalul vin de palmier sau diverse beri și vinuri locale și de import; în schimb copiii și femeile pot consuma băuturi nealcoolice.
În loc de daruri, se preferă acordarea de bani de la cei mai norocoși la cei mai puțin norocoși. Donații financiare și cadouri atent  împachetate pot fi acordate în cadrul unor petreceri generoase, nunti și ceremonii; uneori banii sunt aruncați în aer pentru a fi adunați de ceilalți sau lipiți pe fruntea transpirată a celor care dansează.
În Nigeria există două mari religii cu un număr aproximativ egal de creștini și musulmani. Există focare ocazionale de conflicte religioase. Secta islamică Boko Haram a atacat biserici creștine și a comis atentate de Crăciun în 2011.

### Somalia
Din 2015, în Somalia a fost interzisă sărbătorirea Crăciunului și a Anului Nou, țară cu populație majoritar musulmană.

## America Centrală

### El Salvador
În El Salvador, copii care sărbătoresc Crăciunul se joacă cu focuri de artificii numite "volcancitos" și "estrellitas". Familiile organizează petreceri unde se mănâncă și se dansează. Mâncăruri tradiționale de Crăciun din El Salvador sunt tamales salvadoreños și bocadillos de curcan cu baguette, salată verde și ridichii, pâine dulce și desert. Băuturi tipice includ ciocolată caldă, suc de ananas, horchata, cereza și cafea. La ora 12 noaptea în data de 25 decembrie, toată lumea se adună sub bradul de Crăciun pentru a-și deschide cadourile.

### Guatemala
În Guatemala, poartă haine de Crăciun cu un sombrero denumit puritina. Festivitățile de Crăciun includ elemente spaniole și maiașe la fel ca întreaga cultură a acestei țări. Festivitățile încep de la 7 decembrie când are loc tradiționala Ardere a diavolului (Quema del diablo).

## America de Nord
În America de Nord, Crăciunul se sărbătorește pe 25 decembrie. În Statele Unite, este sărbătoare federală și statală; Crăciunul este sărbătorit și în Canada și în Mexic, precum și în alte teritorii dependente ale acestor țări.

### Canada
În provinciile canadiene vorbitoare de limba engleză, tradițiile de Crăciun sunt foarte asemănătoare cu cele din Statele Unite, cu influențe din Marea Britanie și cu noi tradiții europene aduse de imigranți. Copiii canadieni cred că Moș Crăciun locuiește la Polul Nord în Canada și îi scriu scrisori folosind codul poștal „HOH OHO” ca o aluzie la codurile poștale canadiene compuse din șase litere și numere. Un program național, "Lumini de Crăciun în Canada", are loc în capitală, Ottawa, și în cele 13 capitale provinciale și teritoriale. 
În provincia Québec și în alte zone francofone din America de Nord, printre tradițiile de Crăciun se numără reveillon  (Crăciun și Anul Nou), Père Noël (Moș Crăciun) și bûche de Noël. Una dintre mâncărurile tradiționale de reveillon este tourtière, o plăcintă gustoasă.
Brazii de Crăciun, naturali sau artificiali, au fost introduși în 1781 de soldații germani staționați în Quebec în timpul Revoluției Americane, iar astăzi sunt utilizați atât în case cât și în zonele comerciale.

### Mexic
Ziua de Crăciun este o sărbătoare religioasă și oficială în Mexic și lucrătorii au zi liberă cu plată. Crăciunul în Mexic implică peste 30 de tradiții. Timp de nouă zile, grupuri de oameni merg din casă în casă amintind de pelerinajul părinților copilului Iisus atunci când au ajuns în Betleem și au trebuit să găsească cazare pentru o noapte.
Petrecerile de Crăciun în Mexic încep la 12 decembrie, odată cu sărbătoarea La Guadalupana (Fecioara din Guadalupe), și se termină la 6 ianuarie, de Bobotează.

### Statele Unite
Crăciunul este foarte sărbătorit în Statele Unite. Sezonul de Crăciun începe la sfârșitul lunii noiembrie, a doua zi după sărbătoarea de Ziua Recunoștinței când au loc marile reduceri de "Black Friday", deși decorul și muzica de Crăciun apar deja la sfârșitul festivităților de Halloween.
Timp de cinci săptămâni înainte de Crăciun, în fiecare duminică, se aprinde câte o lumânare, fiecare cu o anumită semnificație, iar în Ajunul Crăciunului cele cinci lumânări sunt reaprinse pentru a sărbători Nașterea Domnului. Se mănâncă curcan, iar specialitatea Crăciunului este o prăjitură cu fructe confiate.

## America de Sud

### Argentina

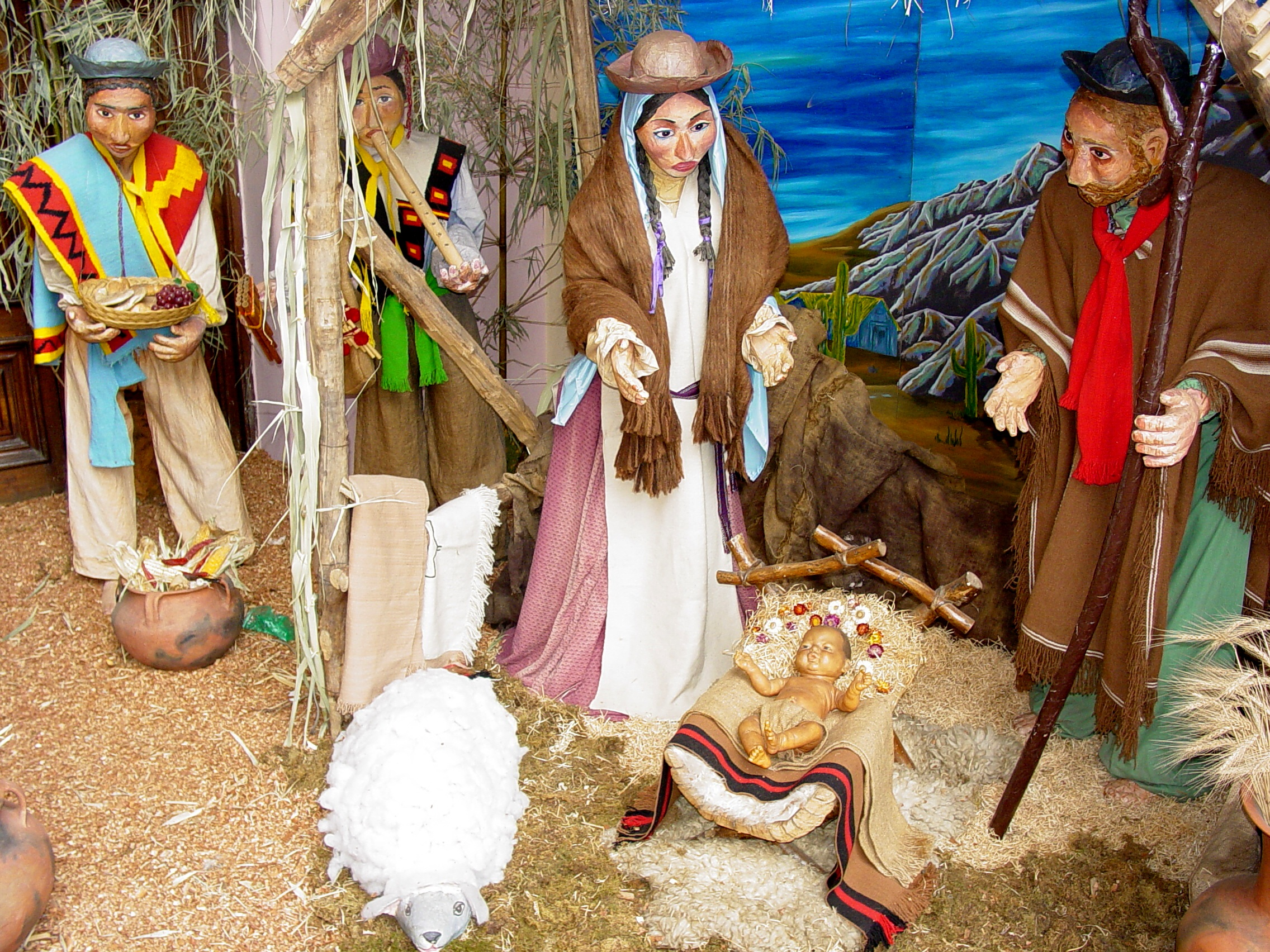
Scenă andină cu Nașterea Domnului

În Argentina este o tradiție ca de  8 decembrie să fie împodobit bradul de Crăciun cu luminițe și ornamente,  8 decembrie fiind ziua în care se sărbătorește Inmaculada Concepción. Sunt folosite simboluri legate de iarnă în ciuda căldurii.

### Brazilia
Ziua de Crăciun este o sărbătoare publică în Brazilia. În orașele mici și mari din întreaga țară, cum ar fi São Paulo, Rio de Janeiro, Recife, Salvador, Fortaleza, Curitiba, Porto Alegre, Brasilia, Manaus, Belém, Natal și Belo Horizonte, festivitățile sunt similare cu cele din Europa și America de Nord, cu pomi de Crăciun, schimburi de cadouri și felicitări de Crăciun, decorarea caselor și clădirilor cu lumini și scene cu Nașterea Domnului. În ciuda căldurii tropicale, sunt folosite simboluri ale iernii.  

### Columbia
Crăciunul este o sărbătoare oficială în Columbia și, în primul rând, este o sărbătoare religioasă. Deși decorațiuni de Crăciun pot fi observate încă de la începutul lunii noiembrie, începutul oficial al Crăciunului columbian are loc la 7 decembrie, când este celebrată Ziua lumânărilor (Día de las velitas). Pruncul Hristos este cel care aduce cadouri în locul lui Moș Crăciun.

### Venezuela
În Venezuela, Crăciunul este o sărbătoare religioasă. Ca și în Columbia, Pruncul Hristos este cel care aduce cadouri în locul lui Moș Crăciun, care joacă însă un rol important în festivităților.
Festivitățile de Crăciun încep după celebrarea Feria de la Chinita în a doua jumătate a lunii noiembrie. Originea acestei sărbători este cultul Fecioarei de Chiquinquirá, numită "La Chinita", care este onorată cu procesiuni și muzică de cimpoi. Acest eveniment are loc în regiunea Zulia, în special în capitală, Maracaibo, și mai târziu și în alte orașe alături de concerte și focuri de artificii.

## Asia

### China

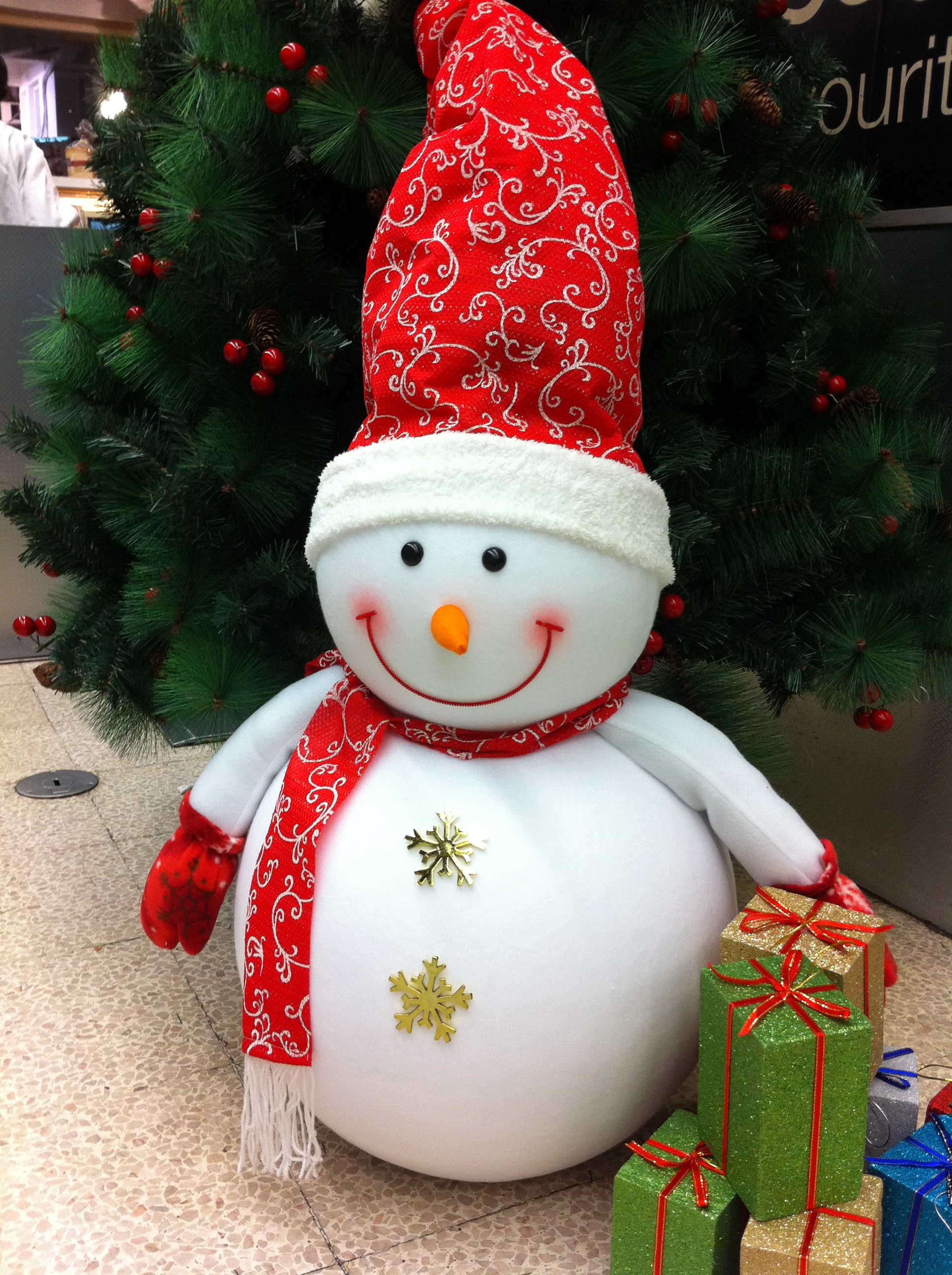
Om de zăpadă artifical din Hong Kong, 2012

În China, pe 25 decembrie nu este o sărbătoare oficială. Cu toate acestea, este marcată ca sărbătoare legală în regiunile administrative speciale Hong Kong și Macao, ambele foste colonii ale țărilor occidentale de tradiție culturală-creștină. În mall-uri și alte locuri publice din Hong Kong sunt instalați pomi de Crăciun. În China continentală, unde există un număr mic de creștini, au loc festivități de Crăciun ale unor persoane care nu sunt neapărat creștini cu obiceiuri occidentale: felicitări, șosete pentru cadouri, decorațiuni.

### India
India a fost colonie britanică până în 1947 și a păstrat multe tradiții occidentale. Ziua de Crăciun este sărbătoare publică; deși creștinii din India reprezintă o minoritate, cu doar 2,3% din populație. Multe case creștine din India sunt decorate cu scene ale Nașterii și se fac schimburi de dulciuri și prăjituri cu vecinii. În multe școli conduse de misionarii creștini, copiii participă activ la festivitățile de Crăciun. De asemenea, multe alte școli non-religioase au o tradiție în a sărbători Crăciunul, acesta fiind  sărbătorit și de practicanții altor religii. Crăciunul este cunoscut ca Badaa Din (Zi mare) în partea de nord și nord-vest a țării.

## Europa

### Germania
Weihnachten este denumirea germană a Crăciunului. În întâmpinarea Crăciunului mulți germani țin Timpul Adventului. Acesta este un timp de pregătiri în vederea întâmpinării venirii lui Isus Cristos. Adventul include activități ca aprinderea succesivă a Coroniței de Advent (Adventskranz), o coroană din ramuri de brad, prevăzută cu patru lumânări, care sunt aprinse pe rând în cele patru duminici din timpul adventului. Împodobirea bradului de Crăciun este un obicei lăsat omenirii de către germani. Inițial acesta era decorat cu panglici colorate, lumânări și diverse dulciuri.

### Italia

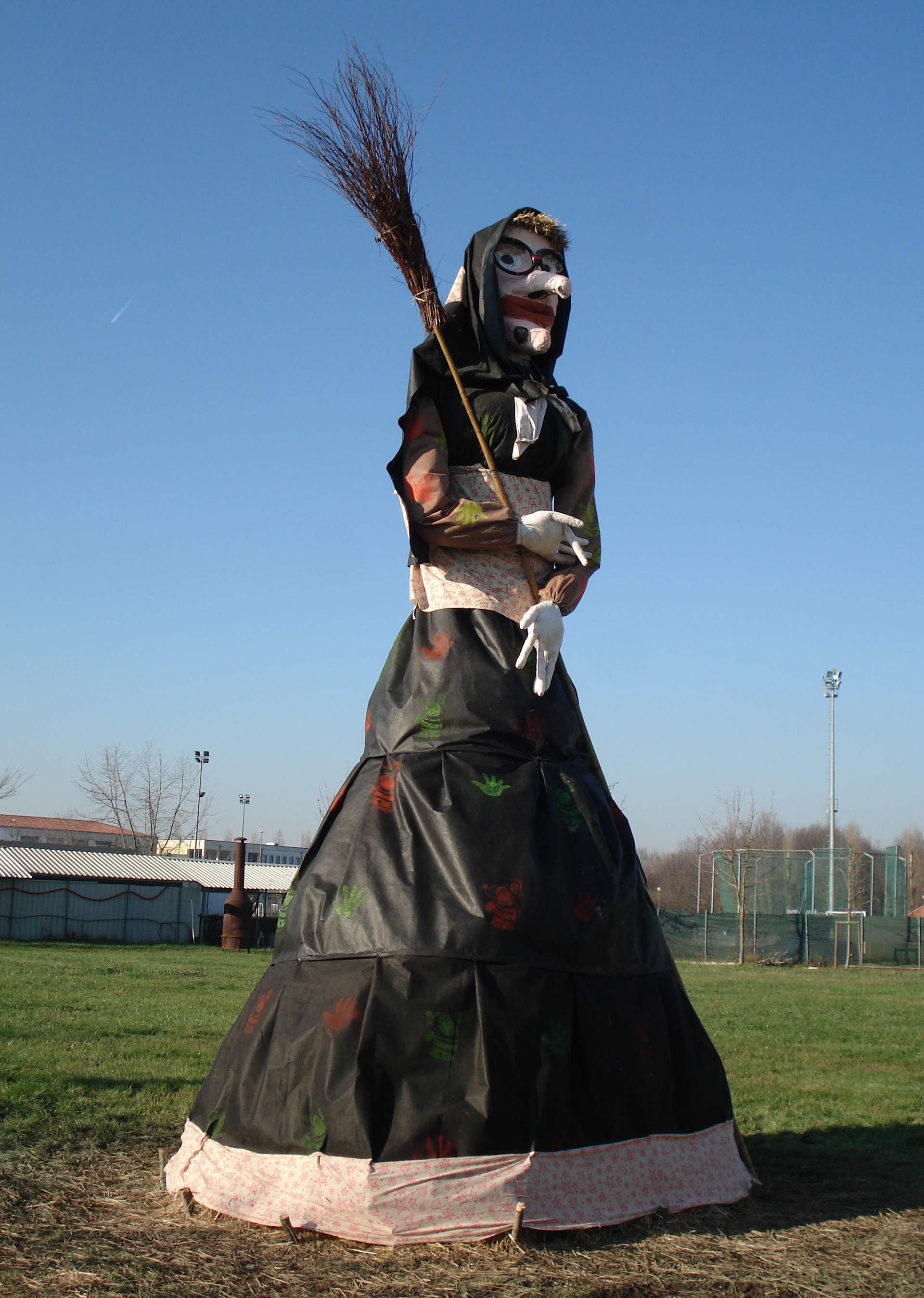
Befana

Crăciunul începe cu opt zile înainte și este cunoscut sub denumirea de Natale. Copiii colindă din casă în casă să spună poezii și să cânte, dar darurile le primesc la 6 ianuarie. Conform tradiției, cadourile sunt aduse de Befana, o vrăjitoare urâtă dar bună. Befana, călare pe mătură verifică atentă cine a fost cuminte și cine nu de-a lungul anului, intră prin hornuri și lasă daruri lângă bradul împodobit.
În bisericile din Italia sunt prezentate iesle cu Pruncul Iisus și cu magi în mărime naturală. O altă tradiție este ce a Irozilor - colindători costumați:  pe lângă Irod, mai apare un moș cu barbă lungă și cu cojocul întors acesta fiind bufonul romanilor, de asemenea altcineva este costumat ca o paiață cu clopoței la picioare.

### Marea Britanie

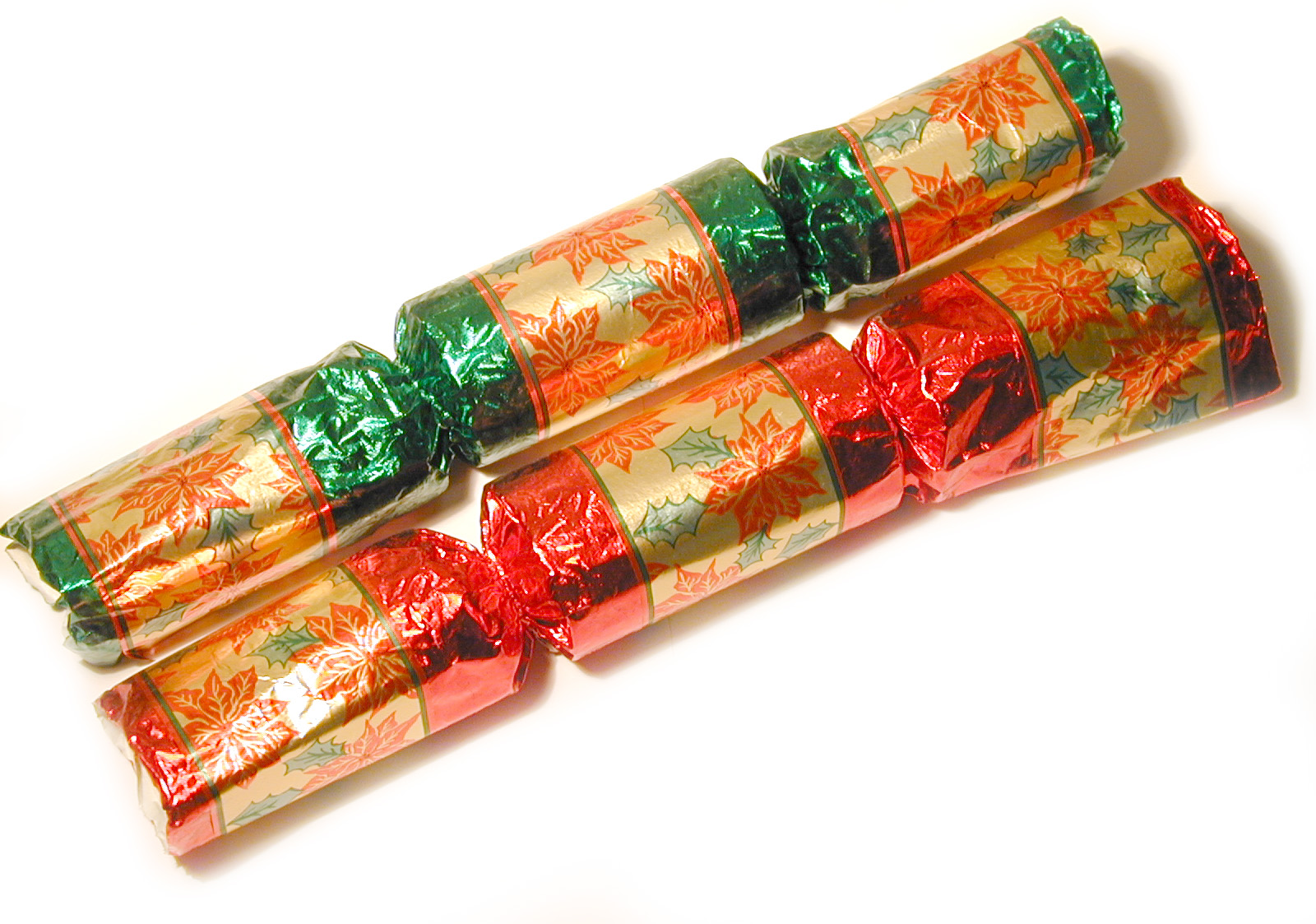
O pereche de Christmas crackers

Christmas Crackers sunt folosiți pentru a face zgomot în cadrul diferitelor mese tradiționale de Crăciun. Christmas Cracker este un sul de carton care conține o surpriză, învelit în hârtie colorată și care se trage pentru a fi desfăcut de la ambele capete. A devenit un element tradițional de Crăciun în Marea Britanie, fiind introdus de londonezul Tom Smith la mijlocul secolului al XIX-lea. De atunci sunt folosiți și în Irlanda, Canada, Africa de Sud, Australia sau Noua Zeelandă.

### Republica Moldova
Crăciunul în Republica Moldova este celebrat la 7 ianuarie în fiecare an, pe stil vechi, la fel ca în Rusia sau Ucraina. O parte a populației sărbătorește (și) pe stil nou, la 25 decembrie, această dată fiind declarată oficială de către parlament. Crăciunul este o sărbătoare creștină care celebrează Nașterea Domnului Iisus Hristos, în Republica Moldova fiind cca. 3.270.000 de ortodocși (93,34% din populația țării). Pe masa de Crăciun sunt nelipsite cozonacul, sarmalele, piftia (răcitura), cârnații de porc, caltaboșul și vinul roșu. Există și obiceiul de a se mânca mămăligă de Crăciun, obicei cu conotații magice. A doua zi de Crăciun este prăznuit Soborul Preasfintei Născătoarei de Dumnezeu. Un obicei de Crăciun este colindatul, practicat de obicei doar de băieți.

### Polonia

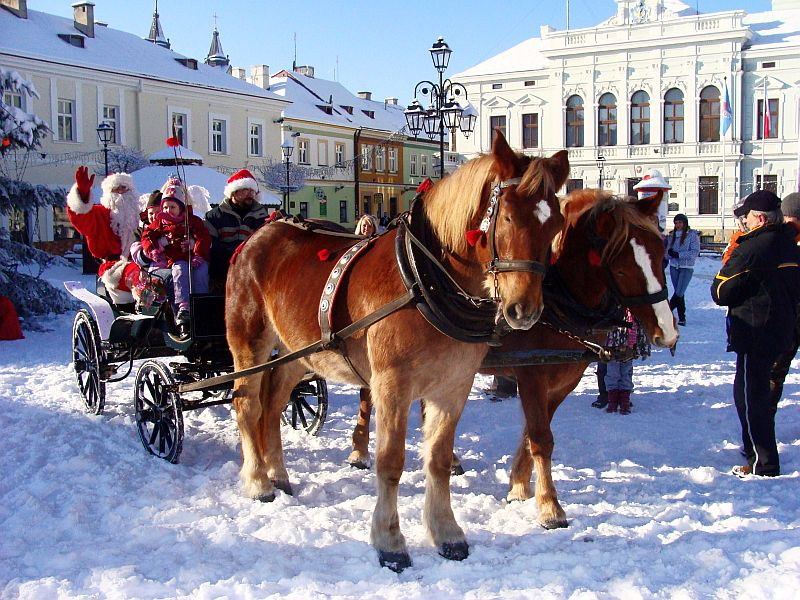
Kulig cu Moș Crăciun

Crăciunul (poloneză: Boże Narodzenie, Narodzenie Pańskie) în Polonia este o sărbătoare principală anuală, la fel ca în majoritatea statelor creștine. Crăciunul a fost introdus odată cu apariția creștinismului în Polonia, sărbătoarea dezvoltându-se treptat de-a lungul secolelor, începând din cele mai vechi timpuri. Vechile obiceiuri păgâne s-au combinat cu obiceiurile religioase importate odată cu creștinarea Poloniei de către Biserica Romano-Catolică. Printre sarcinile speciale efectuate de polonezi în casele lor în timpul Adventului (un timp de așteptare pentru sărbătorirea Nașterii lui Iisus) se numără și coacerea unor turte dulci de Crăciun numite piernik, precum și realizarea unor decorațiuni de Crăciun. Piernikii pot avea diferite forme, cum ar fi inimi, animale sau reprezentări ale Sf. Nicolae. Printre decorațiunile vechi tradiționale se numără stele realizate manual, coji de ouă decorate, ghirlande colorate de hârtie etc. Crapul este o componentă principală a mesei Ajunul Crăciunului în Polonia, servindu-se file de crap, piftie de crap etc. Alimentele poloneze de Crăciun includ pierogi precum și unele preparate de hering, iar pentru desert, makowiec sau fidea cu semințe de mac. Adesea, se servește ca băutură un compot de fructe uscate (prune, mere, pere). Colindele de Crăciun sunt cântate în Polonia după Liturghia de Crăciun. Sezonul de Crăciun ține de obicei până la 2 februarie.

### România

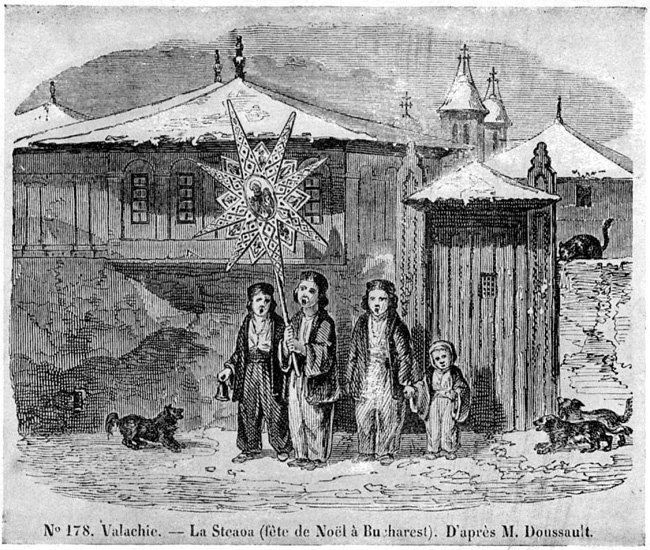
Copii cu Steaua la București, pe la 1840. După M. Doussault

În România, Crăciunul este o sărbătoare principală anuală, la fel ca în majoritatea statelor creștine. Crăciunul a fost introdus odată cu apariția creștinismului în România. Sărbătoarea Nașterii Domnului se ține pe 25 și 26 decembrie.
Cântarea cântecelor de stea este o parte foarte importantă din festivitățile Crăciunului românesc. În prima zi de Crăciun, mulți colindători umblă pe străzile acoperite cu zăpadă ale orașelor și satelor, ținând în mână o stea făcută din carton și hârtie, cu scene biblice pictate pe ea. 
Tradiția din România cere ca cei mici să meargă din casă în casă, cântând cântece de stea și recitând poezii sau legende, pe toată perioada Crăciunului. Liderul cară cu el o stea din lemn, acoperită cu staniol și decorată cu clopoței și panglici colorate. O imagine a Sfintei Familii este lipită în centru stelei și întreaga creație este atașată de o coadă de mătură sau de un băț puternic.
Obiceiul împodobirii bradului de Crăciun a pătruns odată cu influența germană, când primii studenți români au început să meargă la studii la universitățile din Berlin sau Viena, și la curtea regală a dinastiei Hohenzollern, sosită în Țările Române în 1866 unde prinții și prințesele au început să împodobească bradul, obiceiul fiind imediat imitat de protipendada bucureșteană. Cântecul german de Crăciun O Tannenbaum, cu versuri de  Melchior Franck, puse pe o melodie populară din Silezia, din secolul al XVI-lea, devine în limba română O brad frumos, iar obiceiul împodobirii bradului pătrunde în toate casele românilor.

### Rusia
Crăciunul în Rusia (în rusă: Рождество Христово Rojdestvo Hristovo, în Biserica Ortodoxă Rusă numit ca Е́же по пло́ти Рождество Господа Бога и Спа́са нашего Иисуса Христа) este sărbătorit la 7 ianuarie și marchează ziua de naștere a lui Iisus Hristos. Crăciunul este unul dintre principalele evenimente religioase din Rusia. În Ajunul Crăciunului (6 ianuarie), există mai multe servicii religioase lungi, inclusiv Orele Regale (en) și Vecernia, combinate cu Sfânta Liturghie. Familia se va întoarce apoi acasă pentru tradiționala "Sfânta Cină" din Ajunul Crăciunului, care constă din 12 feluri de mâncare, fiecare fel în onoarea unui din cei Doisprezece Apostoli. Familiile de credincioși vor reveni apoi la biserică pentru "всенощная" - Privegherea de toată noaptea. Apoi, din nou, în dimineața de Crăciun, pentru "заутренняя" - Sfânta Liturghie a Nașterii Domnului. Din 1992, Crăciunul a devenit o sărbătoare națională în Rusia, ca parte a sărbătorii de zece zile de la începutul fiecărui nou an. Masa tradițională de Crăciun este foarte bogată, uneori principalul fel de mâncare este gâsca cu mere, rață cu mere sau purcel umplut.

### Spania

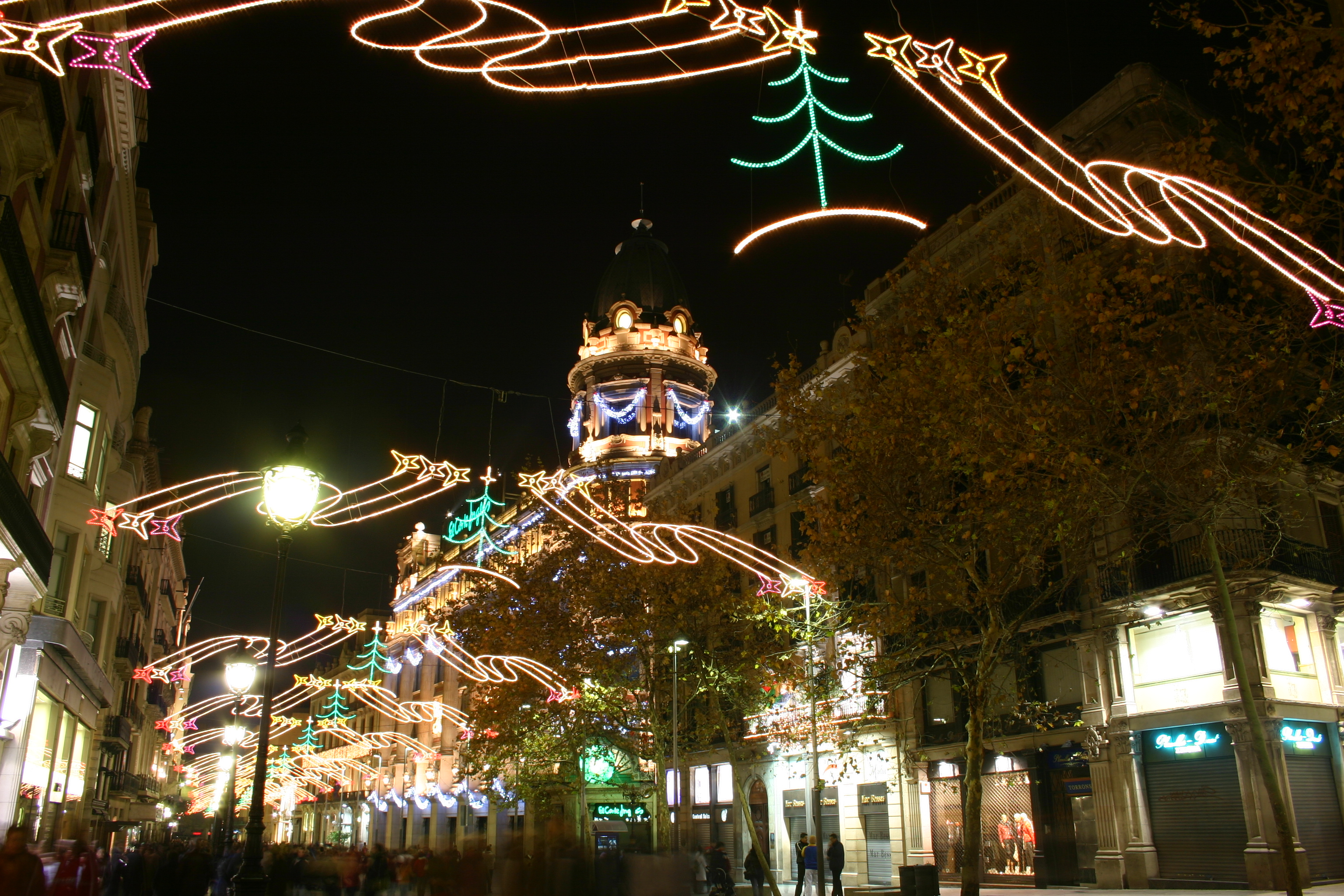
Lumini de Crăciun în Barcelona (Spania)

Crăciunul este o sărbătoare oficială în Spania și festivitățile încep din Ajunul Crăciunului, la 24 decembrie până la Bobotează sau Ziua celor trei regi, pe 6 ianuarie, deși neoficial festivitățile încep la 22 decembrie, odată cu organizarea loteriei de Crăciun. De obicei casele sunt decorate cu pomi de Crăciun sau cu scena Nașterii sau ambele. În multe regiuni există tradiția Tió de Nadal, o bucată mare de lemn care simbolizează un personaj din mitologia catalană și aragoneză. În Țara Bascilor și Navarra, Olentzero este cel care aduce cadouri copiilor.

## Oceania

### Australia
În Australia, ca în toată emisfera sudică, Crăciunul are loc în timpul mijlocului sezonului de vară. Ziua de Crăciun și Boxing Day (25-26 decembrie) sunt recunoscute ca sărbători publice naționale în Australia și, prin urmare, salariații au dreptul la o zi liberă cu plată.
Tradițiile de Crăciun în Australia și decorațiunile sunt similare celor din Regatul Unit și Statele Unite ale Americii. Acest lucru implică un Moș Crăciun cu o blană roșie mergând pe o sanie, colinde cum ar fi Jingle Bells și diverse scene de Crăciun cu zăpadă  pe felicitări de Crăciun și decorațiuni în mijlocul verii.
Ca o noutate, unii compozitori  și autori din Australia l-au descris ocazional pe Moș Crăciun îmbrăcat în stil "australian", cu o pălărie Akubra, cu haine groase și curele, călătorind într-un  vehicul  Ute tras de canguri, (de exemplu Six White Boomers de Rolf Harris), dar aceste reprezentări nu au înlocuit iconografia mainstream. 

### Noua Zeelandă

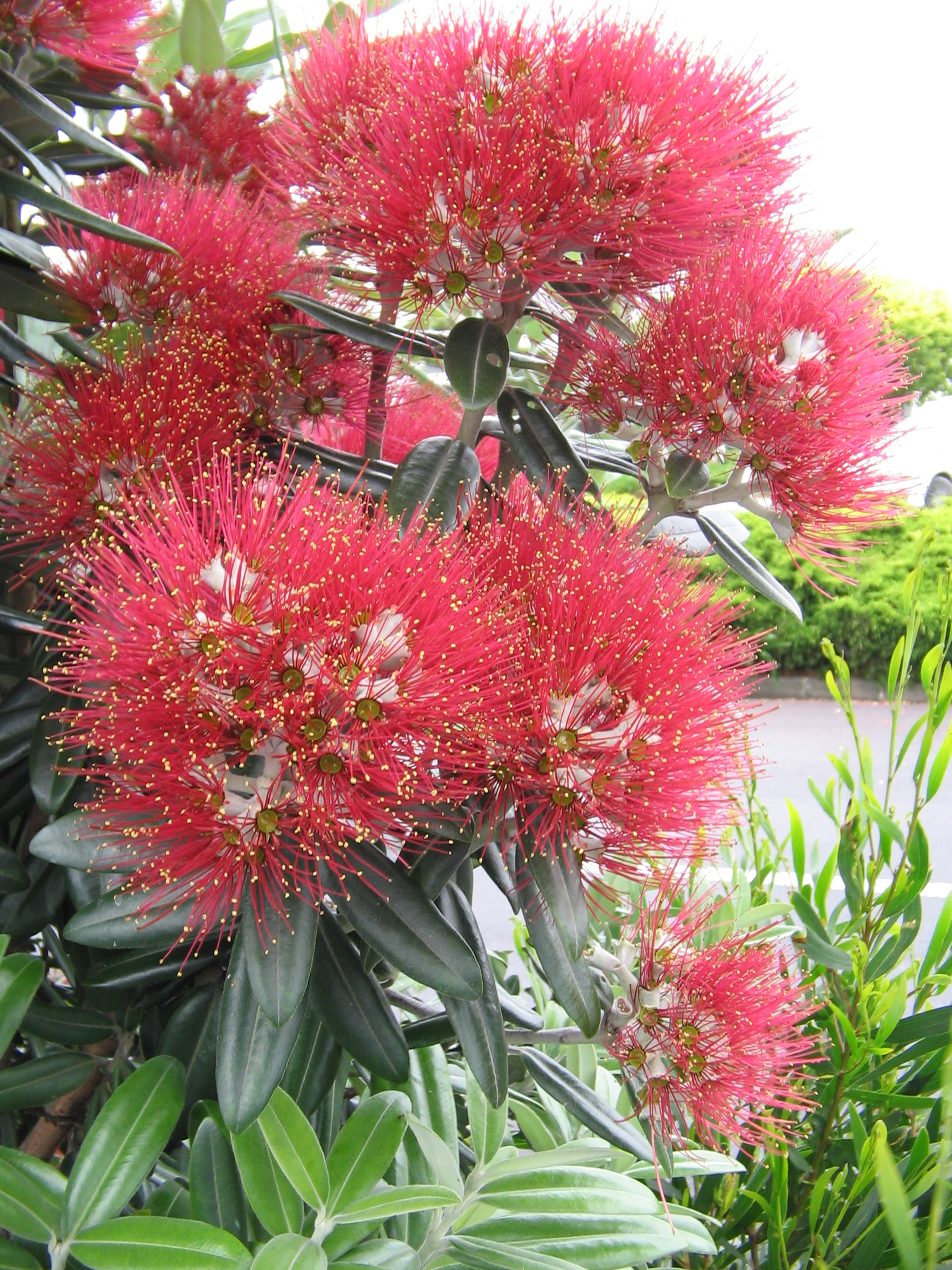
Pōhutukawa (Metrosideros excelsa) este o plantă care înflorește în luna decembrie și este un simbol de Crăciun folosit de multe ori în Noua Zeelandă.

Ziua de Crăciun și Boxing Day sunt ambele sărbători legale în Noua Zeelandă. În timp ce Boxing Day este o sărbătoare legală standard, ziua de Crăciun este una dintre cele trei zile și jumătate ale anului în care toate afacerile și serviciile cele mai importante trebuie să se închidă. Multe din tradițiile de Crăciun din Noua Zeelandă sunt similare cu cele de Australia, acestea fiind un amestec de  tradiții din Marea Britanie și America de Nord dar realizate în timpul verii. Noua Zeelandă sărbătorește Crăciunul  în principal cu simboluri tradiționale de iarnă din emisfera nordică amestecate cu simboluri locale. Pōhutukawa (Metrosideros excelsa), care produce flori mari roșii în luna decembrie, este un simbol adesea folosit al Crăciunului în Noua Zeelandă, și, ulterior, pōhutukawa a devenit cunoscut ca pomul de Crăciun din Noua Zeelandă.

## Legături externe
- Laura Mitran -  Crăciunul - sărbătoare a bucuriei și familiei. Vezi aici tradițiile din mai multe țări!, Mediafax, 23 decembrie 2010
- Cum se sărbătorește Crăciunul în alte țări, Ziarul Unirea, 25 decembrie 2013
- 11 tradiții ciudate și frumoase de Crăciun din jurul lumii Arhivat în 19 decembrie 2018, la Wayback Machine., momondo, 26 octombrie 2017
- Superstiții de Crăciun în România, Cotidianul, 24 decembrie 2017

### Imagini
- Christmas Around the World Arhivat în 14 decembrie 2010, la Wayback Machine. - slideshow by Life magazine
- Japan's Wacky Christmas Arhivat în 20 decembrie 2010, la Wayback Machine. - slideshow by Life magazine
- Crazy Christmas Lights in Colombia Arhivat în 14 decembrie 2010, la Wayback Machine. - slideshow by Life magazine

## Vezi și
- Crăciunul în Germania nazistă
- Crăciunul în Uniunea Sovietică